# László Bárczay
László Bárczay (Miskolc, 21 febbraio 1936 – Miskolc, 7 aprile 2016) è stato uno scacchista ungherese, Grande maestro.
Alle olimpiadi di L'Avana 1966 realizzò +10 =2 –0, vincendo l'oro individuale in sesta scacchiera e il bronzo di squadra.
Ottenne il titolo di Maestro Internazionale nel 1966 e di Grande Maestro nel 1967.
Altri risultati di rilievo:
- 1967:  pari primo nell'Asztalos Memorial di Salgótarján;
- 1967:  terzo nello zonale di Vrnjačka Banja;
- 1968:  pari primo a Sarajevo;
- 1969:  primo a Polanica-Zdrój;
- 1970:  pari secondo a Bari con Péter Dely, dietro a Dragoljub Janošević;
- 1975:  secondo a Lublino;
- 1982:  primo ad Astor.

Bárczay è anche un forte giocatore per corrispondenza: vinse il torneo ICCF Vidmar Memorial 1972-1975, dopodiché ottenne il titolo di Grande Maestro per corrispondenza.
Dal 1972 al 1976 fu editore della rivista scacchistica ungherese Magyar Sakkélet.